# Alternativ Demokratesch Reformpartei
Die Alternativ Demokratesch Reformpartei (deutsch Alternative Demokratische Reformpartei, französisch Parti de réforme alternatif et démocratique), kurz ADR, ist eine rechtskonservative, katholisch-fundamentalistische und rechtspopulistische politische Partei in Luxemburg, die am 12. Mai 1987 als Aktionskomitee 5/6 Pension für jeden (luxemburgisch Aktiounskomitee 5/6 Pensioun fir jiddfereen, französisch Comité d’action 5/6 de retraite pour tous) im Centre Convict gegründet wurde. Ihren jetzigen Namen trägt sie seit dem Nationalkongress in Strassen am 2. April 2006.
Die Partei änderte im Verlauf ihrer Geschichte mehrmals ihren Namen, so benannte sie sich am 12. Oktober 1989 in Aktionskomitee 5/6 (luxemburgisch Aktiounskomitee 5/6, französisch Comité d’action 5/6) und am 22. November 1992 in Aktionskomitee für Demokratie und Rentengerechtigkeit (luxemburgisch Aktiounskomitee fir Demokratie a Rentegerechtegkeet, französisch Comité d’action pour la démocratie et les pensions) um.

## Geschichte
Die Neutrale Gewerkschaft Lëtzebuerg rief im Dezember 1986 alle Arbeitnehmer-Organisationen im Privatsektor in einer gemeinsamen Aktion für mehr Rentengerechtigkeit auf. Doch der Sozialminister war nach Ankündigung einer Rentenreform nicht geneigt, für eine einzige Volksversicherung mit gleichen Rechten und Pflichten einzutreten, weshalb am 28. März 1987 eine Protestdemo mit dem Titel „5/6 Pensioun fir jiddfereen“ stattfand und sich kurze Zeit später das Aktiounskomitee 5/6 Pensioun fir jiddfereen gründete. Bei dieser Märzkundgebung beteiligten sich noch der Luxemburger Rentner- und Invalidenverband sowie die Union des Journalistes Luxembourg. Anlässlich der Situation kam es zu einer Unterschriftensammlung, an der sich 10.000 Menschen beteiligten.

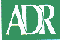
ADR-Logo 1987–1989

Die ADR ging aus einer Ein-Thema-Partei hervor, die mit einer einzigen Forderung, nämlich gleich hohen Pensionen in allen Wirtschaftszweigen, bei den luxemburgischen Parlamentswahlen am 18. Juni 1989 antrat und mit 7,13 % erstmals ins luxemburgische Parlament gewählt wurde. In einer Protestaktion der Partei und einigen weiteren Abgeordneten unter dem Motto Gläich Rechter fir all Deputéiert (deutsch „Gleiche Rechte für alle Abgeordneten“), die mittels Treppenbesetzung des Parlamentes erfolgte, wurde das ADR von zehn öffentlichen Sitzungen aus dem Parlament ausgeschlossen. Am 2. Dezember 1990 wurde gegen den Parteiabgeordneten Josy Simon ein Ausschlussverfahren eingereicht. Am 8. Dezember 1991 wurde Robert Mehlen erstmals als neuer Nationalpräsident im Amt bestätigt.
Am 15. Juni 1992 übergaben die ADR-Abgeordneten eine Petitionsliste mit 8.310 Unterschriften an die Parlamentspräsidentin und verlangten ein Referendum über die Einführung einer Volksversicherung in Luxemburg. Am 6. Juli 1992 kam es erneut zu einer Unterschriftenaktion des ADR zugunsten der Durchführung eines Referendums über den Vertrag von Maastricht. Am 22. März 1993 wechselte der ehemalige CSV-Abgeordnete Fernand Rau zum ADR über. Bei den folgenden Gemeindewahlen am 10. Oktober 1993 gelang ihr der Einzug in sieben Gemeinderäte. Bei den Parlamentswahlen am 2. Juni 1994 erreichte die Partei 9 % aller gültigen Stimmen, so dass es folgend mit fünf Abgeordneten im luxemburgischen Parlament vertreten war. Sein bestes Wahlergebnis gelang dem ADR bei den luxemburgischen Parlamentswahlen am 3. Juni 1999 mit 11,31 % der gültigen Stimmen und dem Einzug sieben Abgeordneter ins Parlament. Bei den Europawahlen verpasste die ADR den Einzug ins Parlament. Am 7. Juli 1999 wurde formell die ADR-Jugendsektion „ADR-Jugend“ gegründet. Im selben Jahr gelang dem ADR bei den Gemeindewahlen am 10. Oktober 1999 der Einzug in zehn Gemeinderäte.

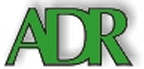
ADR-Logo 1990–2006

Aufgrund des Wahlerfolges von 1999 beschloss die ADR das Herausgeben einer eigenen Parteizeitschrift. Im Dezember 2000 wurde eine Neuauflage von De Pefferkär (deutsch „Das Pfefferkorn“) offiziell lanciert.
Im Juli 2001 beschloss die Partei eine landesweite Plakataktion entlang der Staatsstraßen zum Rententisch. Diese wurde aus Gründen der Verkehrssicherheit verboten. Daraufhin wurde am 12. Juni 2001 eine Protestkundgebung vor der Chambre des Députés abgehalten.
Bei den Parlamentswahlen vom 13. Juni 2004 erreichte die ADR 9,95 % aller Stimmen und verlor damit zwei Sitze im Parlament. Am 12. März 2005 stellte sie sich als einzige Partei gegen den EU-Verfassungsvertrag.
Bei den Gemeindewahlen am 9. Oktober 2005 musste die Partei ebenso Stimmeneinbußen hinnehmen und war nur noch in fünf statt wie zuvor zehn Gemeinderäten vertreten. Im April 2006 trat der ehemaligen Abgeordnete Aly Jaerling aus der ADR aus, wodurch die Partei ihren Status als Fraktion verlor und daraufhin nur noch eine parlamentarische Gruppe bildete.

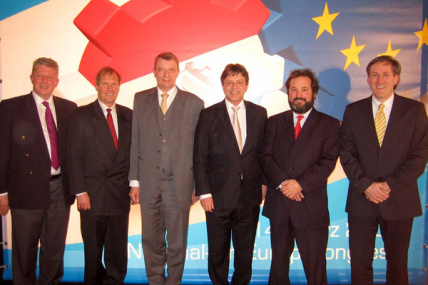
Kandidaten zur Europawahl 2009

Am 13. März 2008 schloss die ADR einen Kooperationsvertrag mit der Association des Hommes du Luxembourg (AHL). Dies ermöglichte der ADR, auch Mitglieder der Männervereinigung auf der Wahlliste kandidieren zu lassen. Die Partei ging für die Wahlen 2009 unter dem Motto Léisungen fir Lëtzebuerg (deutsch „Lösungen für Luxemburg“) ins Rennen. Mit insgesamt sechs Spitzenkandidaten hatte die ADR auch ebenfalls für die Luxemburger Sitze im Europaparlament kandidiert, zog jedoch nicht in dieses ein.
Bei der Landeswahl vom 7. Juni 2009 erzielte die ADR 8,1 % aller Stimmen, was einem Verlust von 1,9 % im Vergleich zum Vorjahr entsprach und verlor dabei den Sitz des Parteipräsidenten Robert Mehlen im Osten, wodurch auch die Bildung einer Fraktion erneut scheiterte. Mehlen wurde am 20. März 2010 erneut zum Parteipräsidenten gewählt, Generalsekretär Roy Reding ebenso in seinem Amt bestätigt. Bei den Gemeinderatswahlen am 9. Oktober 2011 gelang der ADR der Einzug in sechs Gemeinderäte.
Im Zuge eines langwierigen Flügelkämpfes zwischen dem eher linksliberalen und dem wertkonservativen Lager kam es ab Oktober 2011 in einem über ein Jahr lang währenden Zeitraum dauernd zu Rück- und Austritten.
Beim jährlichen National-Kongress am 25. März 2012 wählte die ADR mit Fernand Kartheiser als Nachfolger von Robert Mehlen einen neuen Nationalpräsidenten aus dem katholisch-konservativen Lager. An dessen Seite wählten die Parteimitglieder Jean Schoos ins Amt des Generalsekretärs und ein Vizepräsidenten-Quartett bestehend aus Jean Colombera, Marceline Goergen, Marc Gatti und Roy Reding. Im Juni 2012 wurden zwei hochrangige Mitglieder der Jugendorganisation ADRenalin, déi jonk ADR vor die Wahl gestellt, von ihren Posten und allen Funktionen zurückzutreten oder aus der Partei ausgeschlossen zu werden, nachdem gemäß ADR-Angaben beide im Internet islamfeindliches und rechtsextremes Gedankengut verbreitet hatten.
Am 8. November 2012 wurde das 25-jährige Partei-Jubiläum gefeiert, an dem unter anderem auch Großherzog Henri teilnahm. Es folgten Austritte des Abgeordneten Jacques-Yves Henckes, der die rechtskonservative Parteilinie von Nationalpräsident Fernand Kartheiser nicht länger mittragen wollten, woraufhin Kartheiser selbst zurücktrat; Ehrenpräsident Robert Mehlen übernahm übergangsweise den Vorsitz. Vizepräsident Jean Colombera trat wenige Tage später wie auch zwei weitere Mitglieder des Nationalvorstandes zurück.
Nach Beilegung der internen Streitigkeiten trat im Juni 2014, kurz nach den Europawahlen, erneut mit Generalsekretärin Liliana Miranda ein hochrangiges Parteimitglied medienträchtig zurück. Der Posten blieb daraufhin bis zum nächsten National-Kongress vakant.
Am 22. März 2015 wurde Alex Penning als einziger Kandidat zum neuen Generalsekretär gewählt.
Im März 2022 wurde der Abgeordnete Fred Keup zum neuen Präsidenten der ADR gewählt.

## Politische Ausrichtung
Die aufgrund ihrer anfänglichen Schwerpunktarbeit für Rentengerechtigkeit ehemals als „Rentnerpartei“ geltende ADR sieht sich als konservative Alternative zur Christlich Sozialen Volkspartei (CSV) und der Sozialistischen Arbeiterpartei (LSAP).
Die ADR setzt sich für den Erhalt und die Förderung der luxemburgischen Sprache im Gegensatz zum offiziell dominanten Französisch ein. Die euroskeptische und anti-föderalistische Partei wird als rechtskonservativ, katholisch-fundamentalistisch und rechtspopulistisch eingeordnet.
Die Studentenvereinigung Union nationale des étudiant-e-s du Luxembourg warnt, die Partei schüre mit ihrer Forderung nach „Auffanglagern“ bei Missbrauch des Asylrechts und dem Vorbehalt des Wahlrechts für luxemburgische Staatsbürger „nationalistische Ressentiments in den Teilen der Bevölkerung, die sich in der Politik der Regierung nicht wiederfinden und sich unverstanden fühlen. Mit der Schaffung eines künstlichen Gegensatzes zwischen Luxemburgern und Ausländern kann auch latenter Rassismus gefördert werden“.
Nach der Wahl des „vehement antiislamisch und antifeministisch auftretenden“ Fernand Kartheiser zum neuen ADR-Nationalpräsidenten im Jahr 2012 befürchteten manche Parteimitglieder einem Bericht des Journalisten Romain Hilgert in der Wochenzeitung d’Lëtzebuerger Land zufolge, dass die ADR „nun tatsächlich zu jener rechtsextremen Partei werden könnte, als die ihre Gegner sie meist zu Unrecht darstellten“.

## Organisation

### Europäische Verbindungen
Sondierungsgespräche seitens der ADR führten am 12. November 2001 zu einer Zusammenarbeit mit einer Fraktion im Europäischen Parlament, der Union für ein Europa der Nationen (UEN); vom 25. Juni 2002 an war die ADR Mitglied der dazugehörigen nationalkonservativen Europapartei Allianz für ein Europa der Nationen (AEN). Nach der Auflösung der UEN nach der Europawahl 2009 strebte die ADR eine Zusammenarbeit in der von den britischen Konservativen initiierten neuen Fraktion der Europäischen Konservativen und Reformisten (ECR) an. Vertreten durch Generalsekretär Roy Reding und den Abgeordneten Fernand Kartheiser trat die Partei am 8. Juni 2010 in die dazugehörige rechtskonservative Europapartei Allianz der Europäischen Konservativen und Reformisten (AECR) aufgenommen.

### Jugendorganisation ADRenalin

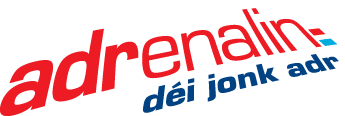
Logo der Jugendorganisation ADRenalin

Die am 17. Juli 1999 formell gegründete ADR-Jugendsektion „ADR-Jugend“ oder kurz „ADR-J“ änderte im Dezember 2008 ihren Namen zu „ADRenalin, déi jonk ADR“ (deutsch „ADRenalin, die junge ADR“).
Die ADRenalin ist seit dem 4. Dezember 2011 Mitglied der Allianz der Europäischen Konservativen und Reformisten-Jugendorganisation European Young Conservatives (EYC).
Die Jugendorganisation brachte eine eigene Zeitschrift mit dem Titel „Peperoni – de Pefferkär fir d’Jugend“ heraus.

### ADR-Frauensektion
Die aktuelle Präsidentin der ADR-Frauensektion heißt Sylvie Mischel.

## Wahlergebnisse

### Übersicht der Parlamentswahl-Resultate

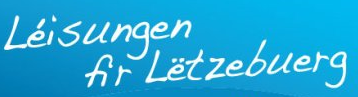
„Léisungen fir Lëtzebuerg“ 2009

| Datum            | Motto                              | Prozentsatz | Abgeordnete   | Prozentsatz +/- |
| ---------------- | ---------------------------------- | ----------- | ------------- | --------------- |
| 18. Juni 1989    |                                    | 7,13 %      | 4 Abgeordnete | + 7,13 %        |
| 2. Juni 1994     |                                    | 9,00 %      | 5 Abgeordnete | + 1,87 %        |
| 3. Juni 1999     |                                    | 11,31 %     | 7 Abgeordnete | + 2,31 %        |
| 13. Juni 2004    | „Kompetent a Konsequent“           | 9,95 %      | 5 Abgeordnete | – 1,36 %        |
| 7. Juni 2009     | „Léisungen fir Lëtzebuerg“         | 8,13 %      | 4 Abgeordnete | – 1,82 %        |
| 20. Oktober 2013 | „éierlech, sozial, lëtzebuergesch“ | 6,64 %      | 3 Abgeordnete | – 1,49 %        |
| 14. Oktober 2018 | „Är Stëmm fir Lëtzebuerg“          | 8,28 %      | 4 Abgeordnete | + 1,64 %        |
| 8. Oktober 2023  |                                    | 9,55 %      | 5 Abgeordnete | + 0,99 %        |

### Übersicht der Europawahlergebnisse
| Datum         | Prozentsatz | Abgeordnete | Prozentsatz +/- |
| ------------- | ----------- | ----------- | --------------- |
| 12. Juni 1994 | 6,90 %      | kein Mandat | + 6,90 %        |
| 13. Juni 1999 | 8,98 %      | kein Mandat | + 2,08 %        |
| 12. Juni 2004 | 8,00 %      | kein Mandat | – 0,98 %        |
| 7. Juni 2009  | 7,39 %      | kein Mandat | – 0,60 %        |
| 25. Mai 2014  | 7,53 %      | kein Mandat | + 0,14 %        |
| 26. Mai 2019  | 10,04 %     | kein Mandat | + 2,51 %        |

### Übersicht der Gemeinderatswahlergebnisse
| Datum            | Motto                                 | Gemeinderäte    | Ortschaft |
| ---------------- | ------------------------------------- | --------------- | --- |
| 10. Oktober 1993 |                                       | 7 Gemeinderäte  | Differdingen, Esch an der Alzette, Hesperingen, Junglinster, Stadt Luxemburg, Schifflingen, Walferdingen                                      |
| 10. Oktober 1999 |                                       | 10 Gemeinderäte | Niederkerschen, Differdingen, Düdelingen, Esch an der Alzette, Hesperingen, Junglinster, Stadt Luxemburg, Monnerich, Schifflingen, Sassenheim |
| 9. Oktober 2005  | „Liewesqualitéit fir Jiddereen“       | 4 Gemeinderäte  | Stadt Luxemburg, Monnerich, Sassenheim, Wintger                                                                                               |
| 9. Oktober 2011  | „Eng kloer Sprooch an denger Gemeng!“ | 4 Gemeinderäte  | Petingen, Wintger, Düdelingen, Stadt Luxemburg                                                                                                |
| 8. Oktober 2017  | „D'Alternativ fir Är Gemeng“          | 4 Gemeinderäte  | Bettemburg, Wintger, Düdelingen, Stadt Luxemburg                                                                                              |

## Nationalpräsidenten in der Übersicht
| Name               | Periode   |
| ------------------ | --------- |
| Gaston Gibéryen    | 1987–1989 |
| John Bram          | 1989–1991 |
| Robert Mehlen      | 1991–2012 |
| Fernand Kartheiser | 2012–2012 |
| Robert Mehlen      | 2012–2013 |
| Jean Schoos        | 2013–2022 |
| Fred Keup          | 2022–     |